# Briarpatch
Briarpatch es una serie de televisión de drama y misterio basado en la novela homónima de Ross Thomas que se estrenó el 6 de febrero de 2020 en USA Network. El 17 de julio de 2020, la serie fue cancelada luego de una temporada.

## Sinopsis
Allegra «Pick» Dill, una investigadora tenaz y altamente calificada que trabaja en Washington D. C. para un senador joven y ambicioso. Cuando su hermana menor, detective de homicidios, es asesinada por un coche bomba, Allegra regresa a su corrupta ciudad de Texas. Lo que comienza como una búsqueda del asesino se convierte en una excavación tensa y peligrosa del pasado que Allegra siempre ha intentado enterrar.

## Reparto

### Principales
- Rosario Dawson como Allegra «Pick» Dill
- Jay R. Ferguson como Jake Spivey
- Edi Gathegi como Singe
- Brian Geraghty como Gene Colder
- Kim Dickens como Eve Raytek

### Recurrentes
- Ed Asner como James Staghorne
- Alan Cumming como Clyde Brattle
- Sarah Minnich como Ginger Galanti

## Episodios
| N.º | Título                         | Dirigido por      | Escrito por                                        | Fecha de emisión original | Audiencia (millones) |
| --- | ------------------------------ | ----------------- | -------------------------------------------------- | ------------------------- | -------------------- |
| 1   | «First Time in Saint Disgrace» | Ana Lily Amirpour | Andy Greenwald                                     | 6 de febrero de 2020      | 0.528                |
| 2   | «Snap, Crackle, Pop»           | Steven Piet       | Andy Greenwald                                     | 13 de febrero de 2020     | 0.357                |
| 3   | «Terrible, Shocking Things»    | Steven Piet       | Eva Anderson                                       | 24 de febrero de 2020     | 0.582                |
| 4   | «Breadknife Weather»           | Desiree Akhavan   | Wei-Ning Yu                                        | 2 de marzo de 2020        | 0.627                |
| 5   | «Behind God's Back»            | Colin Bucksey     | Haley Harris                                       | 9 de marzo de 2020        | 0.433                |
| 6   | «The Most Sinful Mf-er Alive»  | Colin Bucksey     | Rayna McClendon                                    | 16 de marzo de 2020       | 0.515                |
| 7   | «Butterscotch»                 | Samira Radsi      | Aisha Porter-Christie                              | 23 de marzo de 2020       | 0.457                |
| 8   | «Most Likely to Succeed»       | Jessica Lowrey    | Historia por: Jay Franklin Guion por: Eva Anderson | 30 de marzo de 2020       | 0.437                |
| 9   | «Game Theory and Mescaline»    | Arkasha Stevenson | Brian C. Brown                                     | 6 de abril de 2020        | 0.485                |
| 10  | «Felicity»                     | Steven Piet       | Andy Greenwald                                     | 13 de abril de 2020       | 0.449                |

## Producción

### Desarrollo
El 12 de abril de 2018, se anunció que USA Network ordenó el episodio piloto escrito por Andy Greenwald para un proyecto televisivo titulado Briarpatch basado en la novela homónima de Ross Thomas. Además, Greenwald, Sam Esmail, Chad Hamilton y Yann Demange se desempeñarían como productores ejecutivos, con Demange como director. El 10 de julio de 2018, se anunció que Rosario Dawson se desempeñaría como productora. El 10 de agosto de 2018, se anunció que Ana Lily Amirpour se desempeñaría como directora en el episodio piloto. El 24 de enero de 2019, se anunció que fue recogida para convertirse en una serie de televisión. El 12 de diciembre de 2019, se anunció que la serie se estrenaría el 6 de febrero de 2020 y consta de diez episodios.

### Casting
El 10 de julio de 2018, se anunció que Rosario Dawson fue elegida en el rol principal. El 4 de septiembre de 2018, se anunció que Jay R. Ferguson, Edi Gathegi y Brian Geraghty fueron elegidos en roles principales. En junio de 2019, se anunció que Kim Dickens fue elegida en un rol principal, mientras que Ed Asner y Alan Cumming en roles recurrentes. El 31 de enero de 2020, se anunció que Sarah Minnich fue elegida un rol recurrente.

### Rodaje
La fotografía principal del piloto comenzó en septiembre de 2018, y los episodios restantes comenzó a mediados de junio hasta finales de septiembre de 2019 en Albuquerque, Nuevo México.